# Eocenomyrma electrina
Eocenomyrma electrina (лат.) — ископаемый вид муравьёв рода Eocenomyrma из подсемейства мирмицины (Myrmicinae). Европа, эоценовый янтарь (около 40 млн лет): Дания (скандинавский янтарь).

## Описание
Длина 3—4 мм. От близких видов отличается массивными проподеальными шипиками, расширенными у основания и слегка изогнутыми назад и коротким передним стебельком петиоля (он лишь немного короче своей высоты). Фронтальные лобные валики короткие, изогнутые. Мезосома короткая. Метанотальная бороздка отчётливая. Длина головы (HL) — 0,81, ширины головы (HW) — 0,76, длина скапуса (SL) — 0,57, соотношение длины и ширины головы (CI = HL/HW) — 1,07, соотношение длины скапуса и длины головы (SI = SL/HL) — 0,7, соотношение длины и ширины петиоля (PI = PL/PH) — 1,27, соотношение длины и высоты груди (AI) — 1,80. Тело рыжеватое, покрыто бороздками и морщинками, как у муравьёв рода мирмики (Myrmica). Антенны состоят из 12 члеников, на вершине выделяется 3-члениковая булава. Нижнечелюстные щупики 4-члениковые, нижнегубные состоят из 3 сегментов. Клипеус широкий и короткий, с двумя продольным килями. Глаза расположены на середине боковой части головы. На проподеуме два длинных шипика. Шпоры на средних и задних голенях отсутствуют.
Вид был впервые описан в 2006 году мирмекологами Г. М. Длусским (МГУ, Москва) и А. Г. Радченко (Киев, Украина). Eocenomyrma electrina вместе с ископаемыми видами Eocenomyrma elegantula Dlussky & Radchenko, 2006, Eocenomyrma orthospina Dlussky & Radchenko, 2006, Eocenomyrma rugosostriata Mayr, 1868 образует род Eocenomyrma Dlussky & Radchenko, 2006. Видовое название происходит от латинского имени янтаря (electrum).